# Fell-Pony
Das Fell-Pony ist eine robuste Ponyrasse aus dem nordenglischen Fell-Gebirge. Der Name Fell-Pony deutet zum einen auf das mögliche Herkunftsgebiet, eine westlich der Pennines liegende Hügelkette in der Grafschaft Cumbria, genannt Fells und zum anderen auf die Größe des Pferdes. Traditionell werden alle Pferderassen unter einem Stockmaß von 148,5 cm als Pony bezeichnet.
Hintergrundinformationen zur Pferdebewertung und -zucht finden sich unter: Exterieur, Interieur und Pferdezucht.

## Exterieur
Das Fell-Pony ist eine der neun britischen Ponyrassen, mit denen es wesentliche Exterieur-Merkmale teilt (siehe Ponytyp), vor allem den rumpfigen Körper auf relativ kurzen Beinen. Noch gibt es das Fell in unterschiedlichen Typen, einige scheinen auf den ersten Blick den Friesen zu ähneln. Vor allem die Gangmechanik ist jedoch deutlich anders. An Fellfarben sind Rappen, Schwarzbraune, Braune und Schimmel vertreten. Rappen sind am häufigsten, Schimmel und Braune hingegen äußerst selten. Die relativ schweren, rundrippigen Ponys wiegen durchschnittlich ca. 450 kg. Großen Wert wird vor allem auf das kräftige Fundament gelegt, der Umfang der flachen Röhre sollte nach Möglichkeit 20 cm nicht unterschreiten. Der häufig üppige Kötenbehang wird im Sommer bei einigen Tieren bis auf den Behang am Köten-Kopf abgeworfen. Das Langhaar ist in der Regel lang und üppig, sollte aber keine Locken oder Kräuselung aufweisen, sondern glatt sein. Auf einem relativ hoch angesetzten Hals sitzt ein kleiner Kopf mit breiter Stirn.

## Interieur
Fell-Ponys dienen hauptsächlich als Freizeitponys. Sie gelten als robust, ruhig, ausgeglichen, trittsicher und haben bei richtigem Umgang und angemessener Haltung ein freundliches, intelligentes Wesen. Sie sind für alle Reitweisen, aber auch als Fahrpferd gut geeignet. Fell-Ponys sind verglichen mit Großpferden leichtfuttrig, benötigen aber genauso viel Futter wie Ponys vergleichbarer Größe, und begnügen sich auch im Winter unter entsprechenden Haltungsbedingungen mit einem Offenstall. Besonders erwähnenswert ist die Intelligenz der noch weitgehend von der halb verwilderten Aufzucht geprägten Ponys. Sie sind auch sehr gut als Reitpferd für Kinder geeignet, da sie sehr stark und brav sind. Sie können aber auch leichte Erwachsene tragen. Eine Eigenschaft, die auf viele, wenn auch nicht alle Fell-Ponys zutrifft, ist, dass sie eifrig und schnell sind.

## Zuchtgeschichte

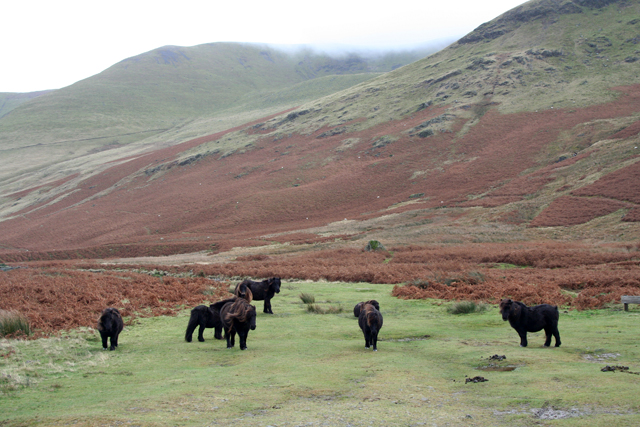
Halbwild lebende Herde von Fellponys in Cumbria

Die Vorfahren des Fell-Pony waren die heimischen Ponys des englischen Nordens, die britischen Hill Ponys (siehe Sue Baker, Survival of the Fittest). Die früher häufig zitierte Einkreuzung der Pferde friesischer Hilfstruppen beruht auf Forschungsergebnissen der 1950er Jahre und ist heute nicht mehr haltbar. Sicher dürfte sein, dass das heimische Hill Pony im Laufe der letzten 2000 Jahre einige Veränderungen durchlaufen hat. So wie das Fell zur Schaffung des Hackney-Ponys beigetragen hat, darf das Blut der alten englischen Traber-Rassen (Norfolk Trotter etc.) im Fell vermutet werden.
Solange das englisch-schottische Grenzgebiet in permanentem Aufruhr war, diente das Fell resp. sein Vorgänger – möglicherweise unter der Bezeichnung Galloway – in erster Linie als Reittier. Später dienten die robusten und trittsicheren Ponys als Arbeitspferde für Bergbauern und Schafhirten, die in der unzugänglichen Gegend des Fell-Gebirges ihre Herden betreuten. Durch das lange Haar und den Behang geschützt, konnte diesen Ponys auch die kalte Witterung nichts anhaben. Anfang des 19. Jahrhunderts wurden die Fells zu Arbeiten in den Bergwerken und Bleiminen verwendet. In kleinen, etwa 20-köpfigen Gruppen bewältigten die Ponys, jeweils mit etwa 100 kg beladen, bis zu 400 km lange Strecken von den Minen in die Hafenstädte.
Die zunehmende Technisierung ließ den Bestand der Fell-Ponys zurückgehen. Zwischen den beiden Weltkriegen soll es nur noch fünf Hengste gegeben haben. Noch 1960 gehörten sie zu den vom Aussterben bedrohten Haustierrassen. Wegen des Fell-Fohlen-Syndroms, einer mit hoher Wahrscheinlichkeit genetisch bedingten Immunschwäche der Fohlen, die sich zwischen der dritten und sechsten Lebenswoche bemerkbar macht und an der die Fohlen etwa im dritten Monat sterben, wird das Fell heute vom Rare Breeds Survival Trust als „rare and endangered“ (selten und bedroht) geführt. Inzwischen hat sich die Zucht wieder soweit erholt, dass man heute von einem Bestand von ca. 4.000 Fell-Ponys ausgeht. Genauere Zahlen lassen sich wegen des etwas anderen englischen Zuchtsystems nicht ermitteln. Genaueres lässt sich über die Zahl der Zuchttiere sagen, der Bestand umfasst etwa 300 bis 400 Zuchtstuten weltweit, ca. 150 Hengste sind weltweit vom Mutterstutbuch, der Fell Pony Society, anerkannt. Jährlich werden ca. 300 bis 350 Fohlen geboren. Die Zahl der traditionellen „hill breeder“ und damit die Zahl der halbwilden Herden geht stark zurück. Heute wird das Fell in Großbritannien, Holland, Deutschland, Frankreich, Österreich, der Schweiz, Tschechien und den USA gezüchtet.